# Duinleermos
Duinleermos (Peltigera ponojensis) is een korstmossoort uit de familie Peltigeraceae. Het fotobiont is Nostoc. Het heeft rhizinen die wit/bleek zijn, lang en zonder zijharen.

## Determinatie

### Uiterlijke kenmerken
Duinleermos is een bladvormig korstmos. Het thallus heeft bijna een cirkelvormige vorm, variërend van 5–15 cm in diameter. De lobben zijn plat en langwerpig, soms geïmbriceerd of gescheiden, met afgeronde tot subtroncate uiteinden. Het bovenoppervlak varieert van grijs of blauwachtig grijs tot bruin in droge toestand, en zwartgroen wanneer nat, met een tomentose rand en soms iets glanzend in het midden. Het heeft geen isidiën en sorediën. De medulla is wit met losjes met elkaar verweven hyfen. De onderkant is wit met anastomoserende, bleke, smalle, verhoogde en gladde aderen en rhizinen. Apotheciën zijn rond tot langwerpig, plat of worden zadelvormig, met een gladde tot gekartelde rand en een donkerbruine tot zwarte platte schijf.
De pycnidiën zijn bruinachtig bovenaan en bleek eronder, ingebed en klein van formaat. De conidiën zijn kleurloos, bacilvormig of licht bifusiform en eenvoudig.
Duinleermos heeft geen kenmerkende kleurreacties.

### Microscopische kenmerken
De ascosporen zijn kleurloos tot bleekbruin, naaldvormig en 3–5 septaat.

## Ecologie
Duinleermos groeit terrestrisch, veelal tussen mossen. De soort wordt hoofdzakelijk aangetroffen in de kustduinen.

## Verspreiding
Het verspreidingsgebied van duinleermos strekt zich uit over de gematigde en boreale regio's van Noord-Amerika, Europa en Azië. In Nederland is de soort zeer zeldzaam en staat op de Nederlandse Rode Lijst in de categorie 'kwetsbaar'.

## Fotogalerij

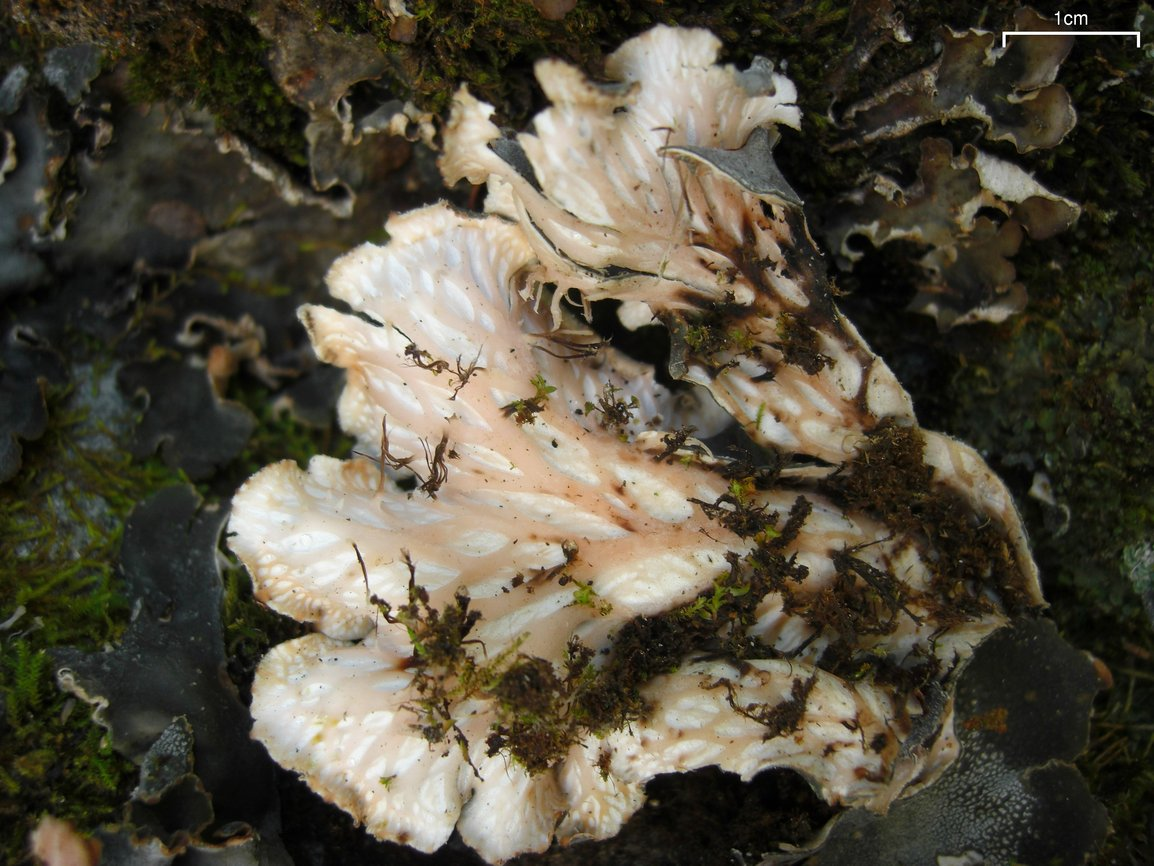